# Шахта «Родіна» (Золоте)
ДП "Шахта «Родіна».
Стала до ладу після відновлення у 1947 р. з виробничою потужністю 600 тис. т/рік.
Шахтне поле розкрите вертикальним стволом до гор. 250 м, двома похилими на гор. 350 і 450 м. Шахта віднесена до надкатегорійних за метаном, небезпечна за вибуховістю вугільного пилу. У 1990 р. відпрацьовувала пласти m3, l1' потужністю 1,0-1,43 м з кутом падіння 35-36°.
Адреса: 93294, вул. Перша Вільна, м. Золоте-4, Луганської обл.